# Твердовський Петро Федорович
Петро́ Федорович Твердо́вський (3 жовтня 1889, с. Соснівка Роменського повіту? Полтавської губернії, нині Недригайлівського району Сумської області  — 10 червня 1938, Бутовський полігон, Москва) — український громадсько-політичний діяч на Далекому Сході родом з Полтавщини.
По закінченні Військової школи в Іркутську старшина російської армії на Далекому Сході. 1917 формував українські військові частини в Маньчжурії і став головою Української Маньчжурської Окружної Ради; як її делегат виїхав на весні 1918 до Києва і був призначений українським урядом консулом в Харбіні, його заступником був доктор медицини Іван Мозолевський; учасник IV Всеукраїнського Далеко-Східного З'їзду у Владивостоці (25 жовтня — 1 листопада 1918 року).
1919 року заарештований реакційною російською владою на Далекому Сході і перевезений до Омську, де його звільнено. Репресований і розстріляний 1938 року.